# Trichoplites latifasciaria
Trichoplites latifasciaria är en fjärilsart som beskrevs av John Henry Leech 1897. Trichoplites latifasciaria ingår i släktet Trichoplites och familjen mätare. Inga underarter finns listade i Catalogue of Life.